# Békák

Barna varangy (Bufo bufo) úszás közben

A békák vagy farkatlan kétéltűek (Anura) 5000-nél is több faja a kétéltűek osztályán belül a Salientia klád egyik rendszertani rendjét alkotja. Közös jellemzőjük a farok hiánya kifejlett állapotban, a lapított test, a viszonylag gyenge elülső és izmos, hosszú ugrólábbá fejlődött hátsó végtagok, a dülledt szemek. Mind ragadozók vagy rovarevők.
A békák 10-12 évig élnek.

## A szó eredete
A béka ótörök jövevényszó (például kirgiz baka, oszmántörök baga). Bizonyára hangutánzó eredetű, ahogyan az állat hangját jelölő brekeg, brekeke, vartyog és kuruttyol szavak is.

## Életmódjuk
Zömmel vízközelben élnek, bár akadnak szélsőséges körülményekhez alkalmazkodott (például sivatagi vagy egész életüket vízben töltő) fajok is. Sok békafajnál kiemelt szerep jut a szaporodási időszakban a hangadásnak (brekegés, kuruttyolás és számos másféle hangadás), amelyet felfújható torokzacskók segítségével végeznek el – ez azonban nem minden fajra jellemző.

## Szaporodásuk
A békák a többi kétéltűhöz hasonlóan petékkel szaporodnak. A külső megtermékenyítésű békáknál előforduló álpárzási jelenség az amplexus. Lárváikat ebihalaknak nevezik, ezek változatosan táplálkoznak, általában vízben nevelkednek, kopoltyújuk van és hiányoznak végtagjaik. Fejlődésük során végül tüdejük, hátsó, majd elülső lábuk nő, végül eltűnik a farkuk.

## Elterjedésük
A farkatlan kétéltűek a trópusoktól a szubarktikus éghajlatú vidékekig elterjedtek, de zömük a trópusi esőerdőkben él. Pusztulásuk oka elsősorban élőhelyük szűkülésében keresendő.

## Rendszerezés
A rendhez az alábbi alrendek és családok tartoznak (taxonómiai sorrendben).

### Archaeobatrachia
- Alytidae Fitzinger, 1843
- farkosbékafélék (Ascaphidae) (Fejérváry, 1923) – 2 faj
- ősbékafélék (Leiopelmatidae) (Mivart, 1869) – 4 faj
- unkafélék (Bombinatoridae) (Gray, 1825) – 10 faj
- korongnyelvűbéka-félék (Discoglossidae) (Günther, 1858) – 11 faj)

### Mesobatrachia
- csücskösásóbéka-félék (Megophryidae) (Bonaparte, 1850) – 123 faj
- ásóbékafélék (Pelobatidae) (Bonaparte, 1850) – 4 faj
- lapátlábúbéka-félék (Scaphiopodidae) (Cope, 1865) egyes rendszerek az ásóbékafélék családjába sorolják – 7 faj
- iszaptúróbéka-félék (Pelodytidae) (Bonaparte, 1850) – 3 faj
- nagyorrúbéka-félék (Rhinophrynidae) (Günther, 1859) – 1 faj
- pipabékafélék (Pipidae) (Gray, 1825) – 30 faj

### Neobatrachia
- Allophrynidae (Goin, Goin & Zug, 1978) – 3 faj
- Alsodidae Mivart, 1869 – 29 faj
- Batrachylidae Gallardo, 1965
- nyergesbékafélék (Brachycephalidae) (Günther, 1858) – 6 faj
- Brevicipitidae Bonaparte, 1850 – 34 faj
- varangyfélék (Bufonidae) (Gray, 1825) – 463 faj
- Calyptocephalellidae Reig, 1960
- Ceratobatrachidae Boulenger, 1884
- Ceratophryidae Tschudi, 1838
- Ceuthomantidae Heinicke, Duellman, Trueb, Means, MacCulloch & Hedges, 2009
- Conrauidae Dubois, 1992
- Craugastoridae Hedges, Duellman & Heinicke, 2008
- Cycloramphidae Bonaparte, 1850
- Dicroglossidae Anderson, 1871
- Eleutherodactylidae Lutz, 1984
- kísértetbékafélék (Heleophrynidae) (Noble, 1931) – 6 faj
- Hemiphractidae Peters, 1862
- Hylodidae Günther, 1858 (42 faj)
- füttyentőbéka-félék (Leptodactylidae) (Werner, 1896) – 1132 faj
- mocsárjáróbéka-félék (Limnodynastidae) (Lynch, 1969) egyes rendszerek a Myobatrachidae családba sorolják – 50 faj
- Nasikabatrachidae (Biju & Bossuyt, 2003) – 1 faj
- Micrixalidae Dubois, Ohler & Biju, 2001 – 26 faj
- Myobatrachidae (Schlegel, 1850) – 70 faj
- Ptychadenidae Dubois, 1987 – 55 faj
- gyomorköltő békafélék (Rheobatrachidae) (Heyer & Liem, 1976) – 2 kihalt faj
- Seychelle-szigeteki békafélék (Sooglossidae) (Noble, 1931) – 4 faj
- orrosbékafélék vagy szájköltőbékák (Rhinodermatidae) (Bonaparte, 1850) – 2 faj
- levelibéka-félék (Hylidae) (Rafinesque, 1815) – 856 faj
- Amphignathodontidae (Boulenger, 1882) egyes rendszerek a levelibéka-félékhez sorolják – 52 faj
- üvegbékafélék (Centrolenidae) (Taylor, 1951) – 135 faj
- szűkszájúbéka-félék (Microhylidae) (Günther, 1858) – 395 faj
- lapátorrúbéka-félék (Hemisotidae) (Cope, 1867) – 9 faj
- nyílméregbéka-félék (Dendrobatidae) (Cope, 1865) – 251 faj
- Aromobatidae – egyes rendszerek a nyílméregbéka-félékhez sorolják – 17 faj
- Arthroleptidae (Mivart, 1869) – 49 faj
- aranybékafélék (Mantellidae) (Laurenti, 1946) – 156 faj
- valódi békafélék (Ranidae) (Rafinesque, 1814) – 662 faj
- Astylosternidae (Noble, 1927) – 29 faj
- Petropedetidae (Noble, 1931) – 105 faj
- Pyxicephalidae Bonaparte, 1850
- mászóbékafélék (Hyperoliidae) (Laurenti, 1943) – 145 faj
- evezőbékafélék (Rhacophoridae) (Hoffman, 1932) – 221 faj
- Ranixalidae Dubois, 1987 – 10 faj
- Telmatobiidae Wiegmann, 1834 – 61 faj
- Phrynobatrachidae Günther, 1862 – 87 faj
- Odontophrynidae Lynch, 1969 – 52 faj
- Nyctibatrachidae Blommers-Schlösser, 1993 – 29 faj

Jelenlegi listánk 4819 fajt tart nyilván, de ez a szám folyamatosan változik.
Gyakran két külön csoportként beszélnek a közönséges békákról és a varangyokról, ez azonban alaptalan, pusztán küllem alapján történik, nem rendszertani különállásuk miatt. A varangyok a Neobatrachia egyik családját alkotják, éppen annyira különülnek el a békák között, mint például a levelibékák a mászóbékáktól.